# بريمة (أداة صغيرة)
البَريمة أو المثقاب أو المِخرَز أو البِزال هو أداة يد تصلح لثقب ثقوب صغيرة خاصة في الخشب بلا انقسام. عُرّفت في الهندسة المعمارية لجوزيف جِوِلت (1859) أنها قطعة من الصلب على شكل شبه أسطواني مجوفة من جانب، لها مقبض متقاطع في أحد طرفيها ولولب في الجانب الآخر.